# 洛斯因赫尼奥斯山谷
洛斯因赫尼奥斯山谷是位于古巴特立尼达外部12km处的一片山谷的总称，包括圣路易斯、圣罗莎和迈耶。因为曾经作为一个制糖业中心，又被称作糖谷。1988年，山谷和邻近的特立尼达被联合国教科文组织列为世界遗产，登录名称为特立尼达和洛斯因赫尼奥斯山谷。

## 历史
这一片山谷在18世纪到19世纪早期是一个制糖业中心，在古巴工业达到顶峰时，50多个甘蔗糖厂和遍及山谷的甘蔗种植园在这一地区经营，雇佣工人超过30,000余人。总面积270平方公里，曾经共有超过70个制糖厂。
在西班牙定居者1512年带着甘蔗茎最早到达古巴的时候，糖业生产是一个非常重要的行业，并在特立尼达及周边地区开展商品贸易。18世纪末至19世纪初，糖类成为该地的主要产业，该地成为世界上最重要的糖类生产商之一。气候和土壤均适合甘蔗种植，位于港口附近和内陆交通的便利促进了糖的出口。为了防止糖在运输途中丢失，该地于19世纪80年代后期修建了一条铁路专用线，该线终点设在洛斯因赫尼奥斯山谷，连接了山谷、特立尼达和距离特立尼达6km的海边港口卡西尔达。
山谷由几条河流提供水源，包括安格巴马河、克莱克斯河、德拉河和图牙巴河。古巴人被为奴隶对待，为西班牙种植园主在甘蔗田和工厂里工作。

## 世界遗产
1988年，洛斯因赫尼奥斯山谷和邻近的特立尼达被联合国教科文组织列为世界遗产。
虽然大部分的制糖作坊已经被毁坏，但部分保存下来的建筑仍有完整的结构，例如格拉青南格，那里的种植园的房子就还大体上存在。番茉莉·伊斯那卡的遗存中保留着一个塔，曾经供奴隶居住的房子仍然存在。现已改建为餐厅的房子和伊斯那卡塔得到了很好的维护。45米的伊斯那卡塔建于1816年，由当时土地的拥有者组织修建。据专家介绍，曾在塔顶上挂着铃铛，它是宣布奴隶一天工作开始与结束的信号，同时也作为在早上、中午和下午为圣母祷告的信号。它也用于火灾发生或奴隶逃逸事件的报警。该塔的高度和壮丽显示伊斯那卡在制糖工业和当地社会的地位之高，在当时，这是古巴最高的建筑物。伊斯那卡塔证明该地区在西班牙殖民时期物质文化的繁荣，这一观点已经被该地区公认。现在，铃铛安置在塔脚下。

### 登録基準
该世界遗产被认为满足世界遺產登錄基準中的以下基準而予以登錄：
- （iv）关于呈现人类历史重要阶段的建筑类型，或者建筑及技术的组合，或者景观上的卓越典范。
- （v）代表某一个或数个文化的人类传统聚落或土地使用，提供出色的典范－特别是因为难以抗拒的历史潮流而处于消灭危机的场合。

## 图集

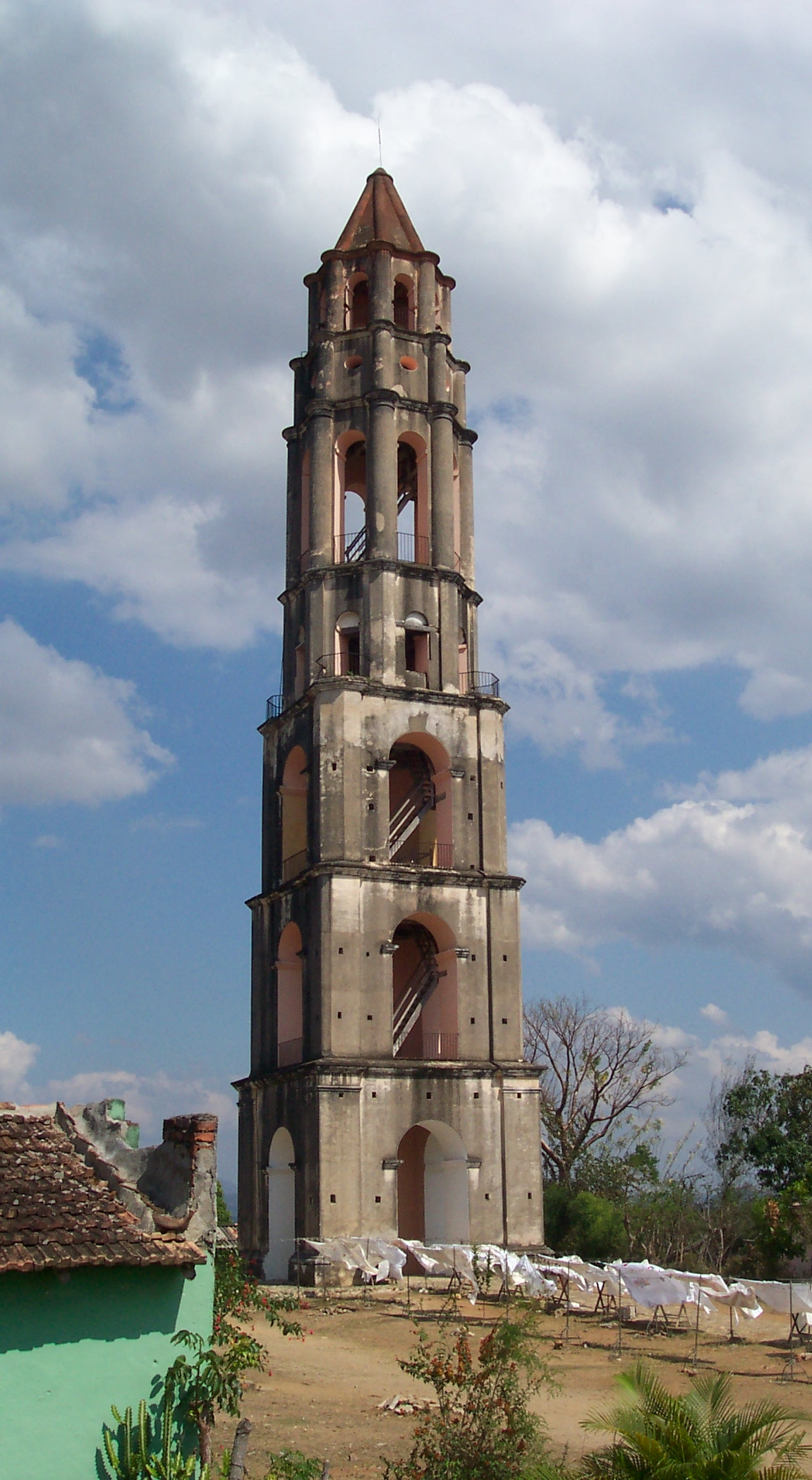
伊斯那卡塔
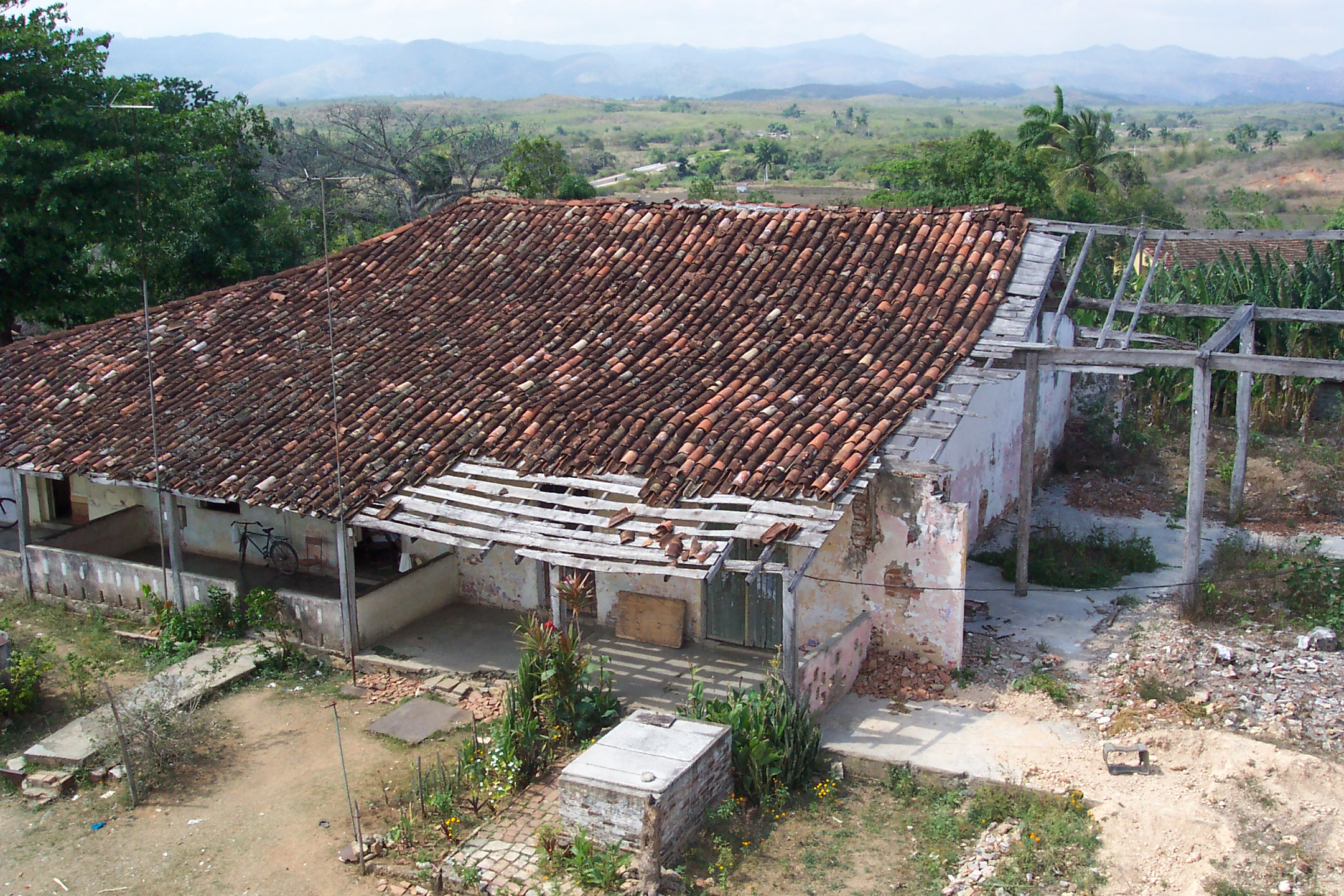
奴隶住房
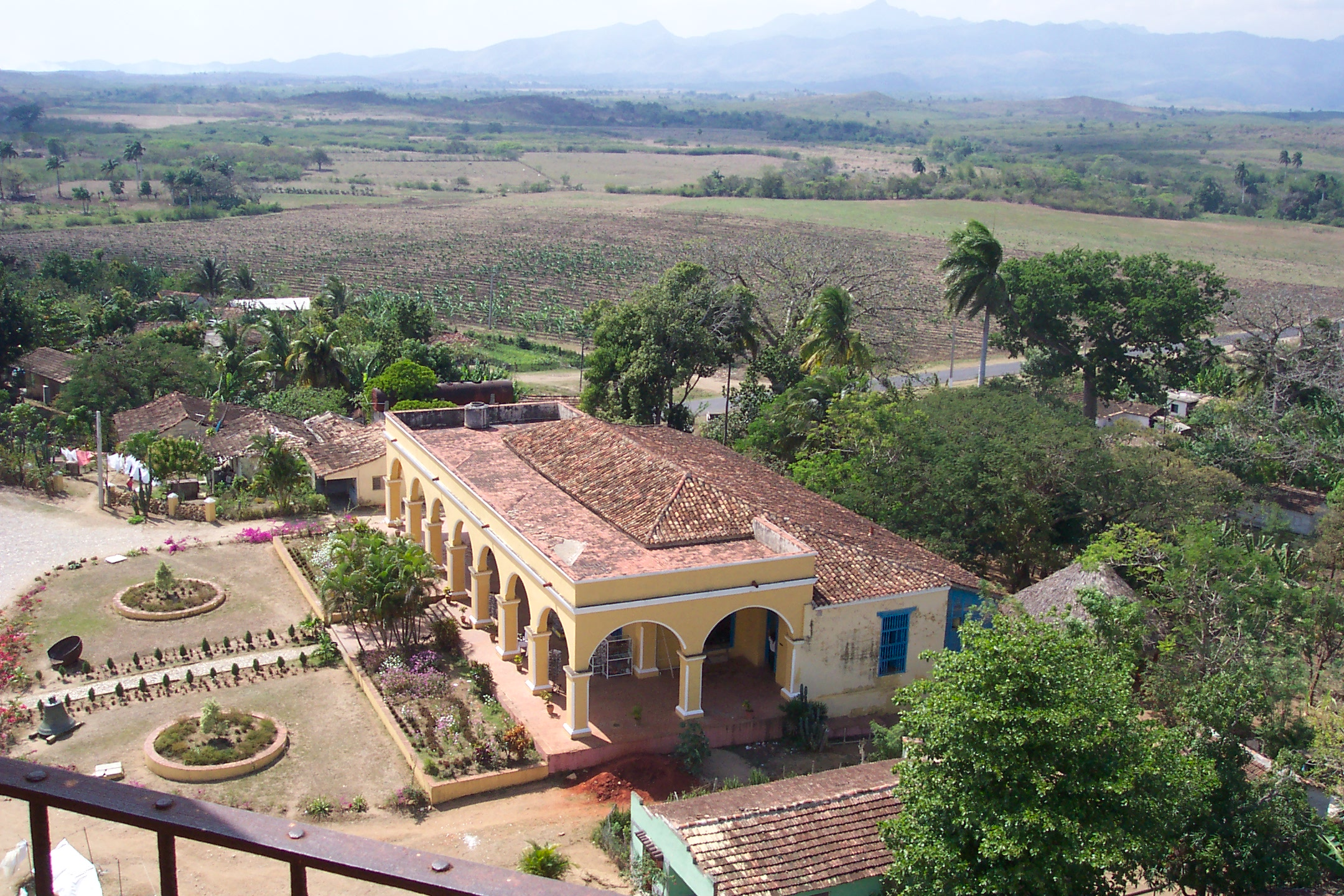
庄园主住房
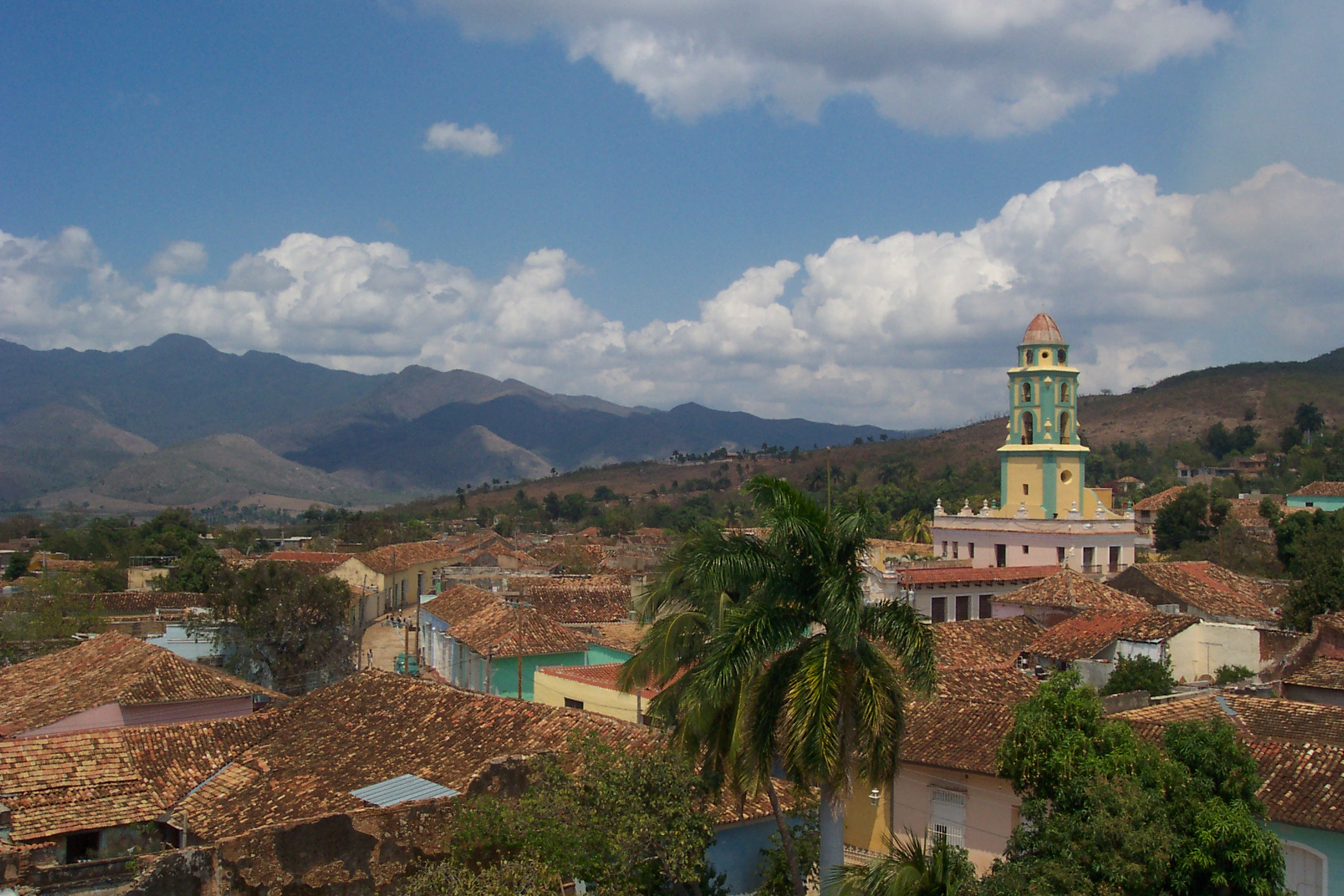
远景